# Malva (község)
Malva egy község Spanyolországban,  Zamora tartományban. Malva Belver de los Montes, Villalube, Pobladura de Valderaduey, Bustillo del Oro, Abezames és Fuentesecas községekkel határos. Lakosainak száma 100 fő (2024).

## Népesség
A település népessége az utóbbi években az alábbiak szerint változott:
| Lakosok száma | 223  | 209  | 181  | 194  | 167  | 153  | 136  | 123  | 113  | 100  |
|               | 2001 | 2004 | 2007 | 2009 | 2012 | 2014 | 2017 | 2019 | 2022 | 2024 |